# Zračna luka Mašhad
Zračna luka Mašhad (IATA kod: MHD, ICAO kod: OIMM) smještena je u grada Mašhadu u sjeveroistočnom dijelu Irana odnosno pokrajini Razavi Horasan. Nalazi se na nadmorskoj visini od 995 m. Zračna luka ima dvije asfaltirane uzletno-sletne staze dužine 3925 i 3811 m, a koristi se za tuzemne i inozemne letove odnosno vojne svrhe. Zračni prijevoznici koji nude redovne letove u ovoj zračnoj luci uključuju 23 iranske i strane kompanije, a druga je najprometnija iranska zračna luka je po broju putnika i tonaži tereta.

## Vanjske poveznice
- (perz.) Službene stranice Zračne luke Mašhad  Arhivirana inačica izvorne stranice od 20. rujna 2010. (Wayback Machine)
- (engl.) DAFIF, World Aero Data: OIMM  Arhivirana inačica izvorne stranice od 6. prosinca 2007. (Wayback Machine)
- (engl.) DAFIF, Great Circle Mapper: MHD